# Mekongiana gregoryi
Mekongiana gregoryi är en insektsart som först beskrevs av Boris Petrovich Uvarov 1925.  Mekongiana gregoryi ingår i släktet Mekongiana och familjen Pyrgomorphidae. Inga underarter finns listade i Catalogue of Life.